# استیون فادی
استیون فادی (به انگلیسی: Stevan Faddy) (زاده ۳۱ می ۱۹۷۴) خواننده مونته‌نگرویی است.
او نماینده مونته‌نگرو در مسابقه آواز یوروویژن ۲۰۰۷ بود .